# شهرستان بروس، بخش لاسال، ایلینوی
شهرستان بروس، در بخش لاسال، ایلینوی واقع شده است. در سرشماری سال ۲۰۱۰، جمعیت آن، ۱۳۱۸۵ نفر و شامل ۶۰۵۷ خانوار بود.

## جغرافیا
بر اساس سرشماری سال ۲۰۱۰، مساحت این منطقه ۱۷٫۰۳ مایل مربع (۴۴٫۱ کیلومتر مربع) است که ۱۷٫۰۲ مایل مربع (۴۴٫۱ کیلومتر مربع) (یا ۹۹٫۹۴٪) آن در خشکی است و ۰٫۰۱ مایل مربع (۰٫۰۲۶ کیلومتر مربع) (یا ۰٫۰۶٪) آن در آب قرار دارد.